# Czerwony kościół w Ołomuńcu
Czerwony kościół – dawna świątynia ewangelicka w Ołomuńcu, w centrum miasta.

## Historia
Kościół został zaprojektowany w 1898 roku przez Franza Böhma, który kierował również jego budową. Została ona zakończona w 1902. Właścicielem świątyni był Niemiecki Kościół Ewangelicki. W 1944 roku, pod koniec II wojny światowej prowadził on negocjacje z Ewangelickim Kościołem Czeskobraterskim proponując mu przeniesieni własności kościoła i istniejącej obok plebanii. Nie zakończyły się one konsensusem, natomiast w maju 1945 roku Czesi zajęli kościół. Dostosowali go do swoich potrzeb pozostawiając część wyposażenia. W 1956 roku budynek parafii został zajęty przez spółdzielnię mieszkaniową. 7 września 1959 roku nakazano oddanie kościoła Bibliotece Uniwersyteckiej (obecnie Naukowa) na magazyn cennych zbiorów. Ostateczne przekazanie kościoła miało miejsce w 1960 roku. Od tego czasu kościół jest zamknięty dla zwiedzających i nie służy celom kultu. Z oryginalnego wyposażenia pozostała ambona. Organy zostały sprzedane do kościoła w Chudobinie. W 2018 roku podjęto decyzję o przeniesieniu zbiorów Biblioteki Naukowej w Ołomuńcu. Zbudowano dla nich nowoczesny magazyn w Hejčínie. Przeprowadzkę rozpoczęto w 2019 roku. Architekt Miroslav Pospíšil zaprojektował nowoczesny łącznik pomiędzy kościołem, a stojącą obok siedzibą biblioteki, w którym planowane jest umieszczenie kawiarni i szatni. Sam kościół po opróżnieniu i remoncie ma służyć jako sala koncertowa.

## Galeria

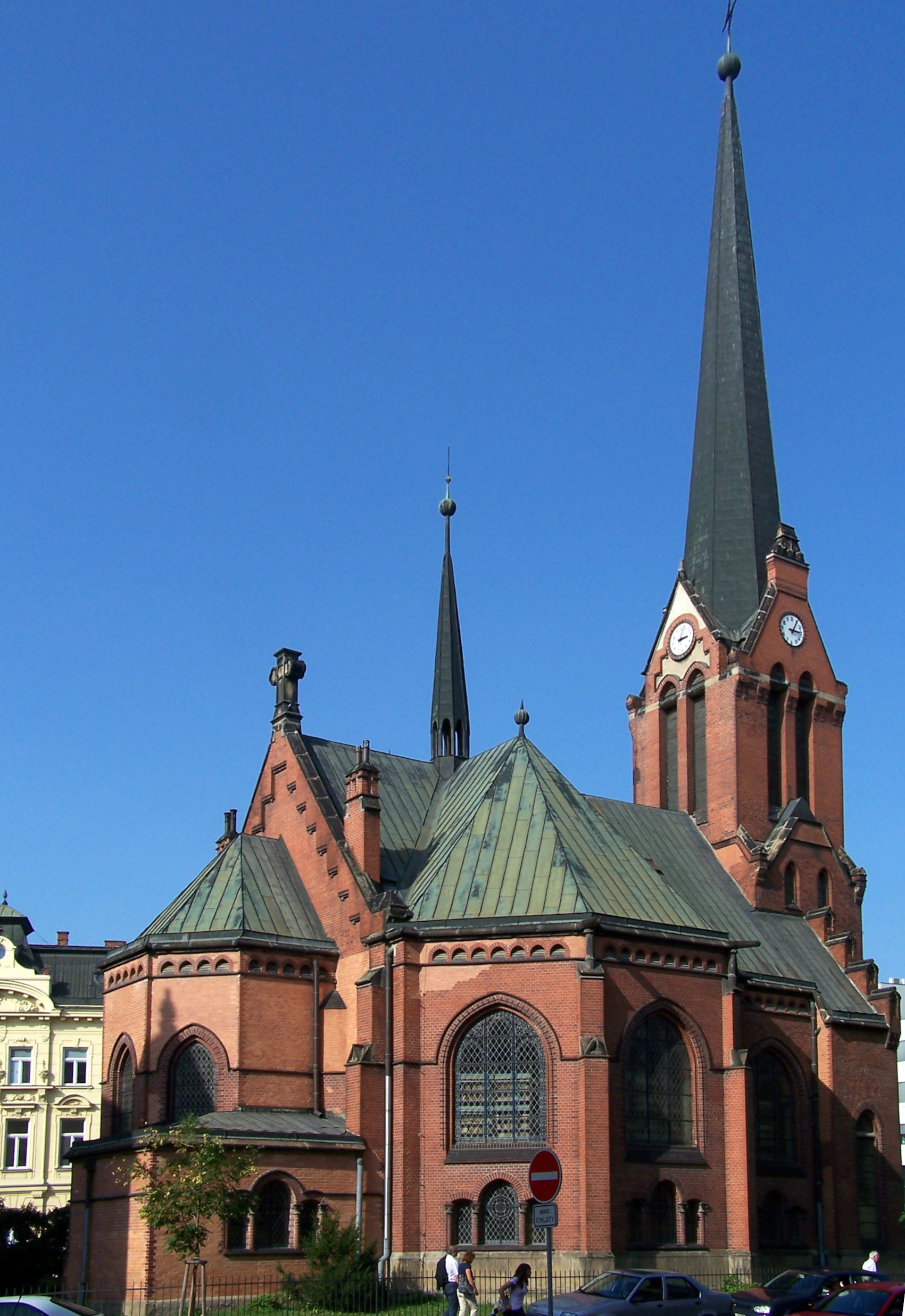
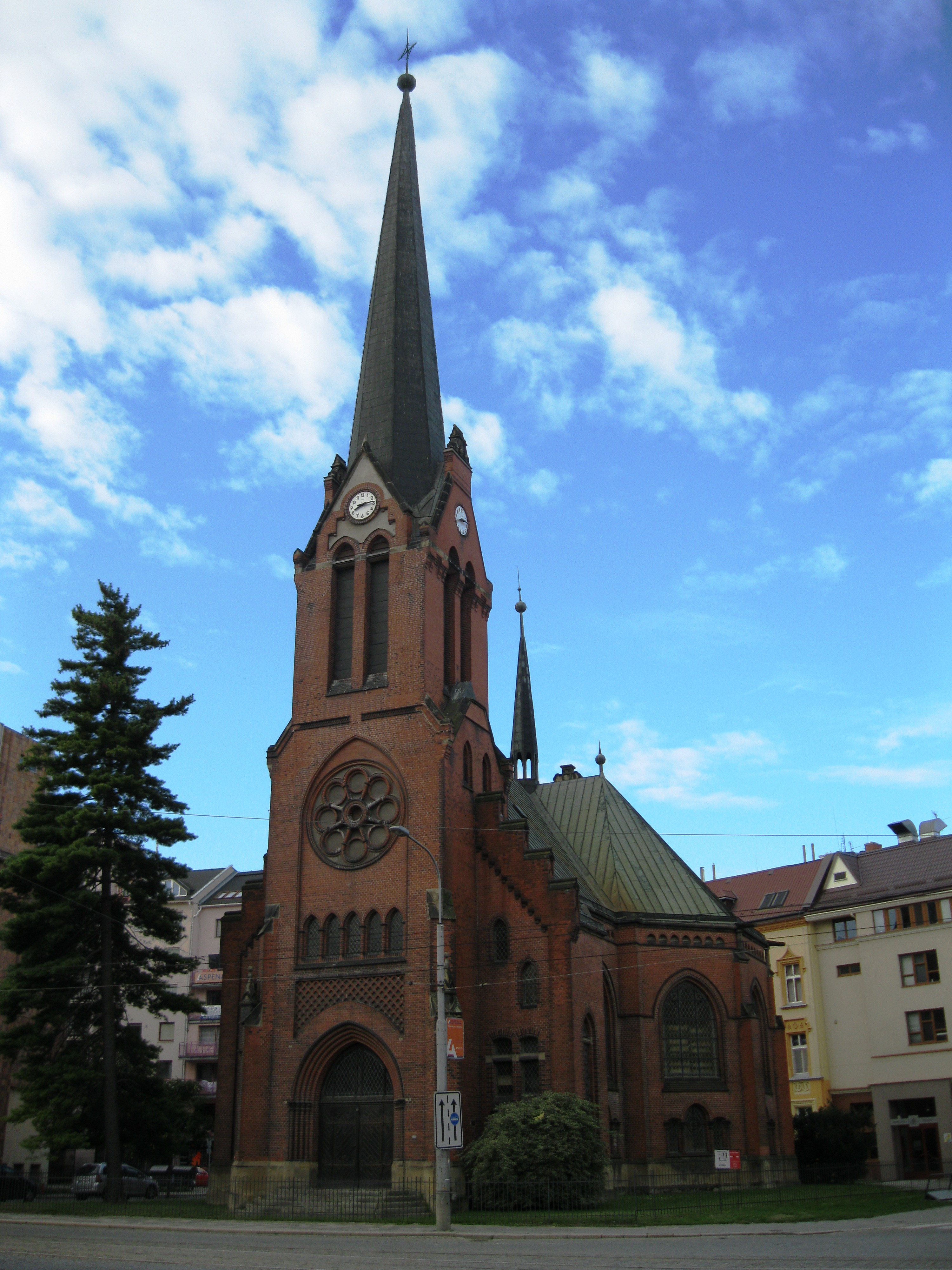
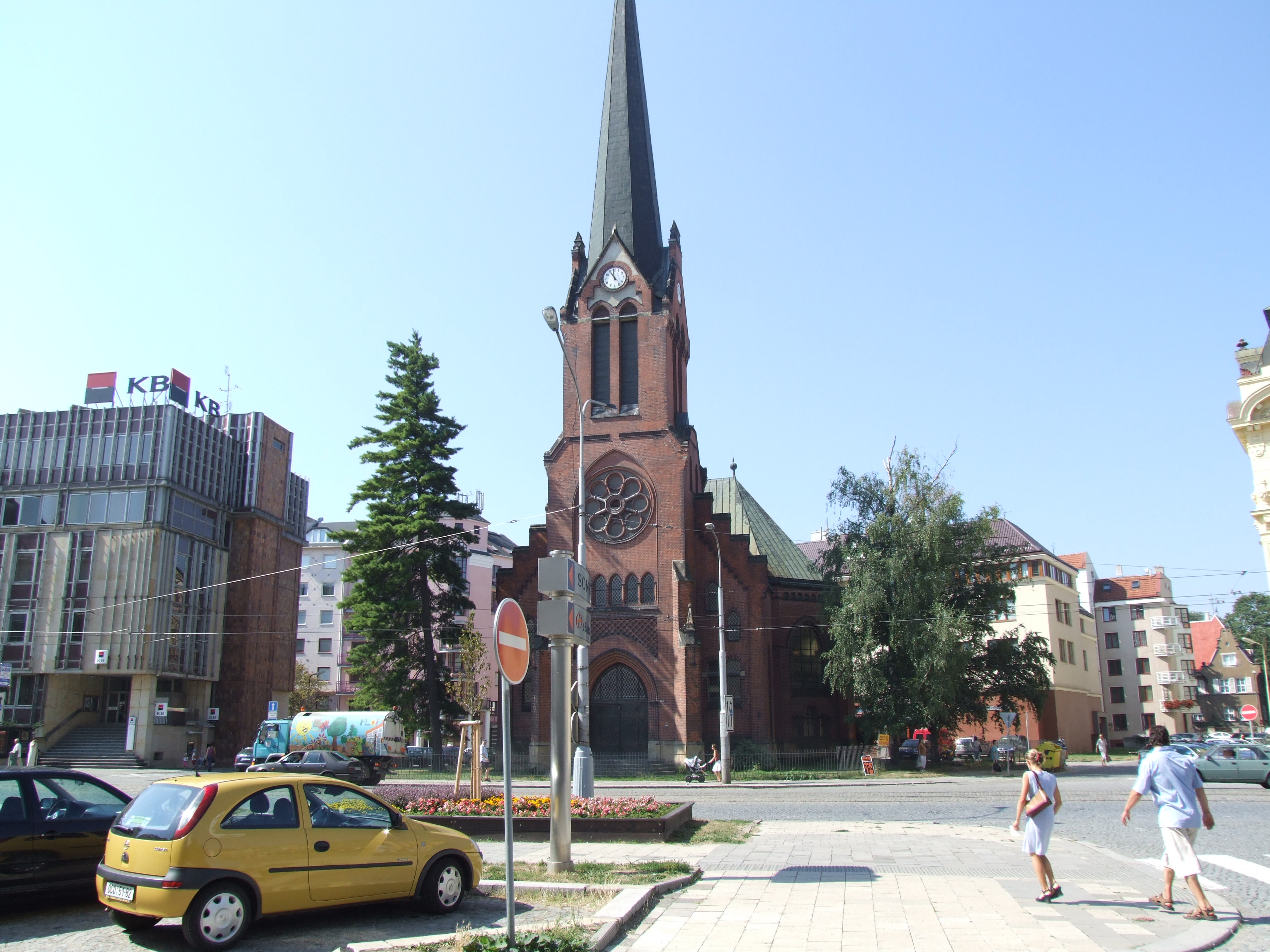
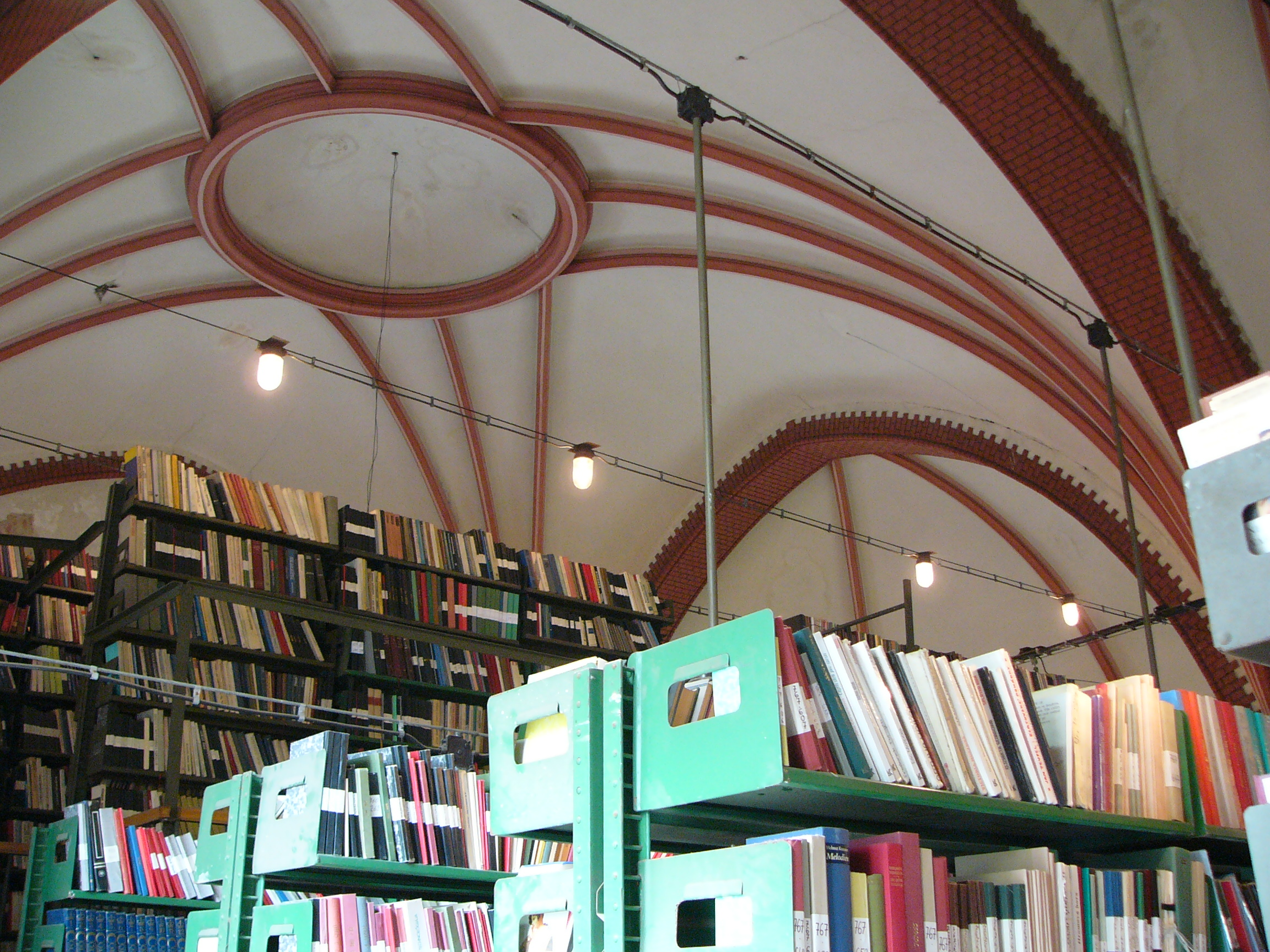